# فرس النهر الكيني
فرس النهر الكيني هو الجد المحتمل لفرس النهر الحي الذي عاش في إفريقيا منذ ما يقرب من 16 مليون إلى 8 ملايين سنة خلال عصر الميوسين.  يعكس اسمها أن أحافيرها عثر عليها لأول مرة في كينيا الحديثة.
على الرغم من أنه لا يُعرف الكثير عن كينيبوتاموس ، إلا أن نمطه السني يحمل أوجه تشابه مع جنس إكسينوهيوس ، وهو أوروبي ينتمي إلى عصر الميوسين المبكر.  أدى ذلك ببعض العلماء إلى استنتاج أن فرس النهر كان أكثر ارتباطًا بالبيكوريات والسويد الحديثة.
أشارت الأبحاث الجزيئية الحديثة إلى أن فرس النهر يرتبط ارتباطًا وثيقًا بالحوتيات أكثر من الأرتوداكتيل الأخرى.  أيد التحليل المورفولوجي للـ artiodactyls الأحفوري والحوت ، والذي شمل أيضًا فرس النهر الكيني ، بقوة العلاقة بين أفراس النهر وفصيلة انثركوثريدا المماثلة تشريحياً.  شكل حوتان عتيقان (باكيسيتوس وحوت مزدوج الأصابع) المجموعة الشقيقة للكتلة الفرسية الأنثوبوتيدية ، ولكن هذه العلاقة كانت مدعومة بشكل ضعيف.